# Ma Ying-jeou
Ma Ying-jeou  (chinês tradicional: 馬英九; chinês simplificado: 马英九; Tongyong Pinyin: Ma Yingjiou; Wade-Giles: Ma Ying-chiu) (nascido em 13 de julho de 1950 em Kowloon, Hong Kong) é um político da República da China (Taiwan), foi presidente do seu país de 2008 até 2016, foi prefeito da Cidade de Taipé de 1998 até 2006 e foi presidente do partido Partido Nacionalista da China (KMT) de 2009 até 2014.
Ma foi eleito prefeito de Taipé em 1998 e reeleito em 2002. Foi eleito presidente do Kuomintang por membros de seu partido em 16 de julho de 2005. Anunciou sua renúncia em 13 de fevereiro de 2007 depois de ser acusado pelo Alto Escritório de Acusadores de Taiwan de mau uso dos fundos da prefeitura durante sua gestão. Ma foi eleito presidente de Taiwan para o período 2008-2012, e depois reeleito para o período 2012-2016.